# Oberkassel (Düsseldorf)
Oberkassel ist seit dem Jahr 1909 ein linksrheinischer Stadtteil Düsseldorfs, der zum Stadtbezirk 4 gehört. Häufig wird der gesamte Stadtbezirk fälschlicherweise als Oberkassel bezeichnet. Zwei Brücken verbinden Oberkassel mit dem rechtsrheinischen Düsseldorfer Stadtgebiet. Die Oberkasseler Brücke führt in Richtung Altstadt und Stadtmitte, die Rheinkniebrücke nach Unterbilk und Friedrichstadt. Der Stadtteil hatte am 30. Juni 2023 19.124 Einwohner, und mit einer Fläche von 3,68 Quadratkilometern eine hohe Bevölkerungsdichte von 5.197 Einwohnern pro Quadratkilometer.

## Beschreibung

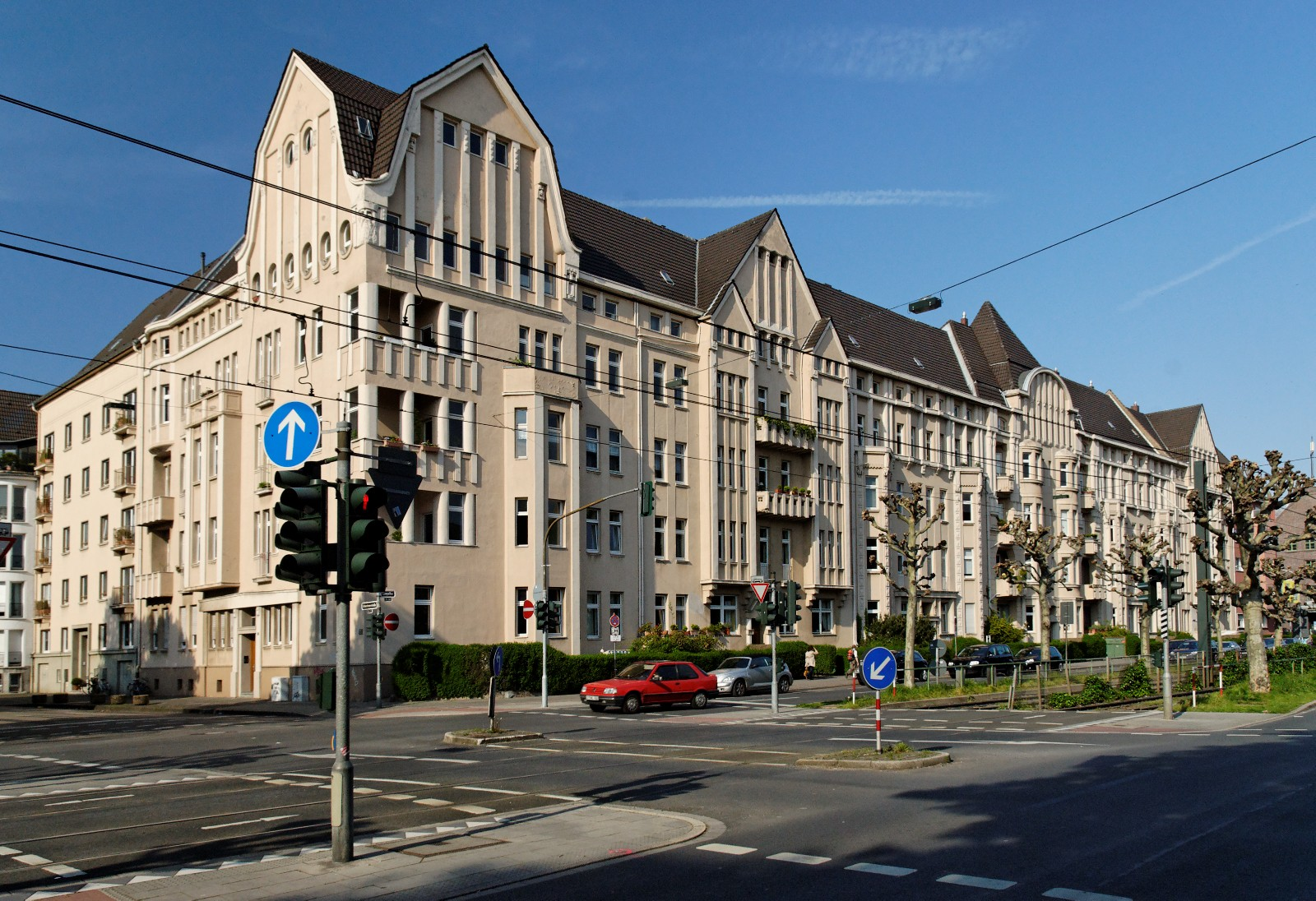
Kyffhäuserblock an der Luegallee

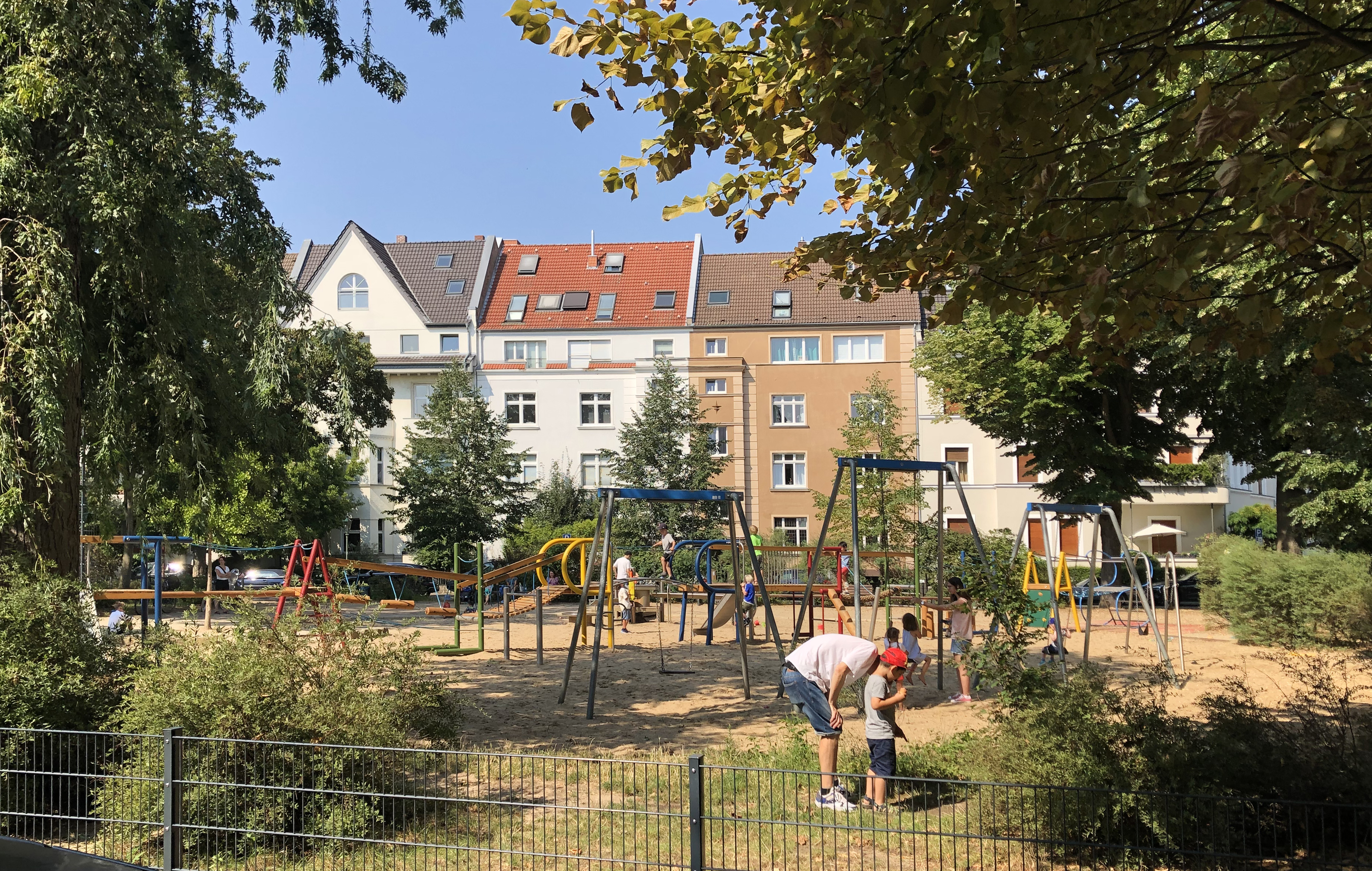
Spielplatz am Salierplatz (2020)

Oberkassel erhält durch einen Rheinbogen namens Rheinknie die Form einer Halbinsel. Die städtebauliche Struktur von Oberkassel, mit einer doppelten Ringstraße, folgt dem Verlauf des Rheinknies. Außen vorgelagert sind die weitläufigen Wiesen der Flusslandschaft. Der Stadtteil liegt innerhalb des Düsseldorfer Innenstadtrings und ist dicht besiedelt. Die Hauptachse bildet die Luegallee, die Oberkassel in einen nördlichen und einen südlichen Teil gliedert. Radialstraßen leiten den Verkehr auf den Belsenplatz und den Alten Bahnhof Oberkassel hin. Eine Blockrandbebauung aus der Zeit zwischen 1900 und 1914 ist vorherrschend. Die Kriegsschäden fielen in Oberkassel deutlich geringer aus als in anderen Stadtteilen.
Als Wohnstandort ist Oberkassel äußerst beliebt, da es hier viele der in Düsseldorf begehrten großen Altbauwohnungen gibt und der Stadtteil zugleich eine gute und gehobene Infrastruktur bietet. Die in Rheinlage liegenden Wohnungen bieten zum Teil schöne Ausblicke auf die Düsseldorfer Skyline und gehören zu den teuersten Wohnlagen der Landeshauptstadt. Oberkassel hat, wie das benachbarte Niederkassel, einen hohen Anteil an japanischen Einwohnern. Die Japaner machen in dem Stadtteil mit 23,5 % die mit Abstand größte Ausländergruppe aus. Die starke, auch internationale Nachfrage nach Oberkasseler Wohnimmobilien führte in den letzten Jahrzehnten zu einem starken Preisanstieg mit einhergehender Gentrifizierung. Dies führte dazu, dass Oberkasseler Immobilien nicht nur zu den teuersten in Düsseldorf, sondern teilweise auch zu den teuersten Immobilien Deutschlands zählen. Mit einem jährlichen Durchschnittseinkommen von 76.902 Euro gehört Oberkassel zu den reichsten Stadtteilen Düsseldorfs (Stand 31. Dezember 2007).

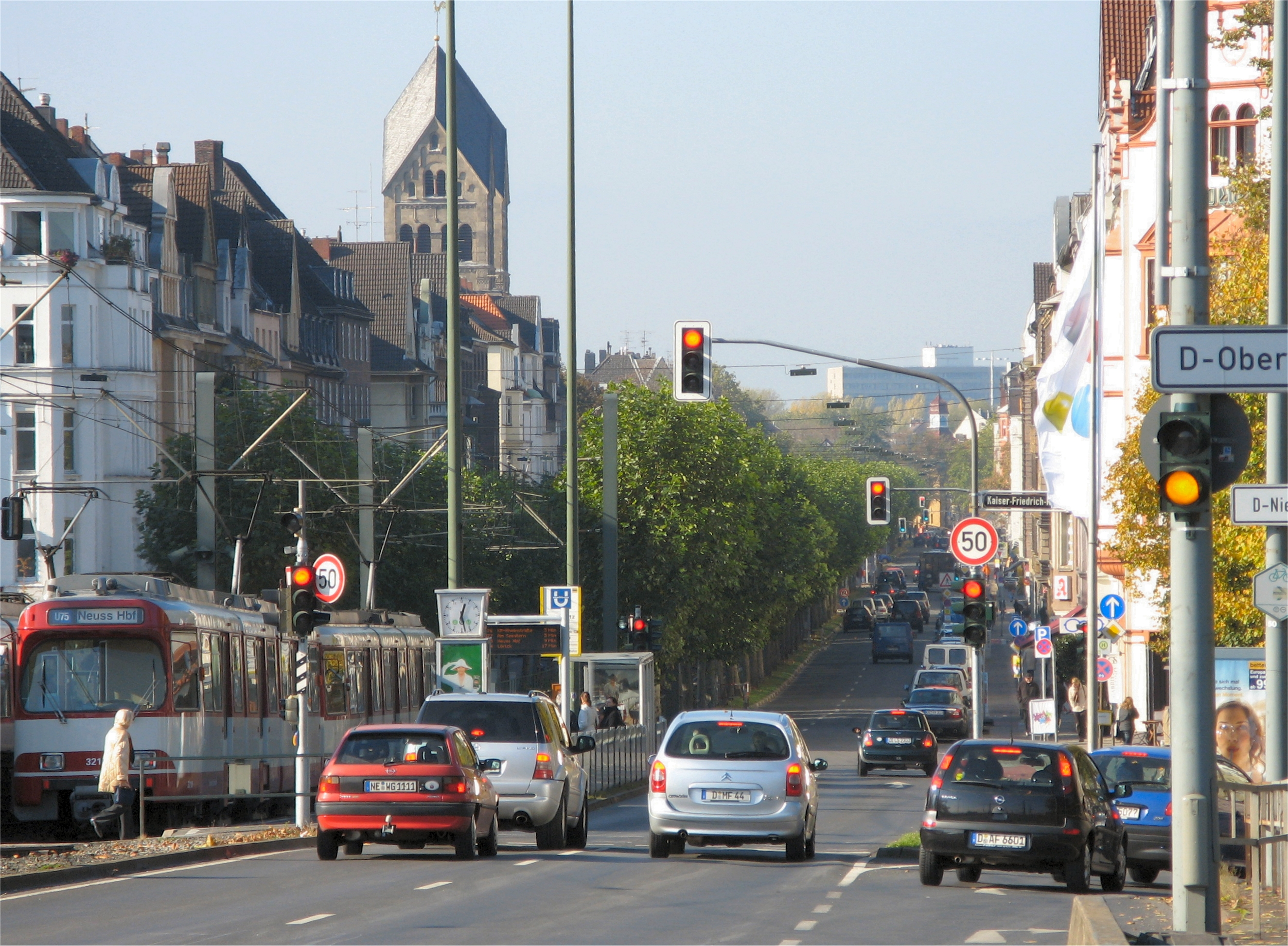
Die Luegallee in Oberkassel (2008)

Die Luegallee ist Magistrale und Haupteinkaufsstraße des Stadtteils. Sie beginnt an der Oberkasseler Rheinbrücke und endet nach ca. einem Kilometer am Belsenplatz, wo sich die Verkehrsführung in zwei weiterführende Hauptstraßen gabelt. Ein reiches gastronomisches Angebot sowohl auf der Luegallee als auch in den angrenzenden Seitenstraßen zieht Besucher aus anderen Stadtteilen nach Oberkassel. Unter den Einzelhandelsgeschäften finden sich zahlreiche Boutiquen und Feinkostläden. Bis heute ist die Luegallee nicht, wie viele andere Einkaufsstraßen, von Leerstand betroffen und es finden sich wenige Einzelhandelsketten. Neben dem Angebot des täglichen Bedarfs finden sich hier noch immer eine Reihe alteingesessener, inhabergeführter Fachgeschäfte, wie Parfümerien und Konditoreien. Auch im Neubaugebiet „Belsenpark“ nahe dem Belsenplatz befinden sich mittlerweile einige Einkaufsmöglichkeiten, die für die Bewohner gut erreichbar sind.
Der Wohnbebauung vorgelagert in Richtung Innen- bzw. Altstadt liegt zwischen den beiden Rheinbrücken der größte Düsseldorfer Kirmesplatz, auf dem jährlich im Frühjahr die Oberkasseler Stadtteilkirmes und im Juli die Größte Kirmes am Rhein stattfinden. Wie die gesamten Rheinwiesen, die die Halbinsel umsäumen, liegt das Gelände vor dem bzw. unterhalb des Rheindeichs, der die bebauten Gebiete Oberkassels vor Hochwasser schützt, und wird somit bei größeren Rheinhochwässern überspült. In der Hochzeit der Zirkusunternehmen bis in die 2000er Jahre wurde der Kirmesplatz auch von diesen aufgrund der Weitläufigkeit des Geländes und guten Verkehrsanbindung gerne genutzt. Der Kirmesplatz verfügt über vier Zufahrtsrampen jeweils einmal an beiden Brücken sowie etwa Mittig vom Kaiser-Wilhelm-Ring aus, von den befestigten Festplatzstraßen ist ein Großteil bis heute mit Kopfsteinpflaster versehen.
Oberkassel ist als Standort bei Freiberuflern, insbesondere Rechtsanwälten, Grafikern, Designern und Werbefachleuten beliebt. Viele Künstler hatten oder haben in Oberkassel ihre Ateliers, darunter Joseph Beuys, Richard Bloos, Theo Champion, Louise Dumont, Gotthard Graubner, Andreas Gursky, Axel Hütte, Edmund Anton Kohlschein, Gustav Lindemann, Walter Ophey, Albert Pehle, Thomas Ruff, Wilhelm Schmurr, Günther Uecker und Jörg Wiele.
Oberkassel ist Sitz des Handelshauses Grondmet.

## Geschichte

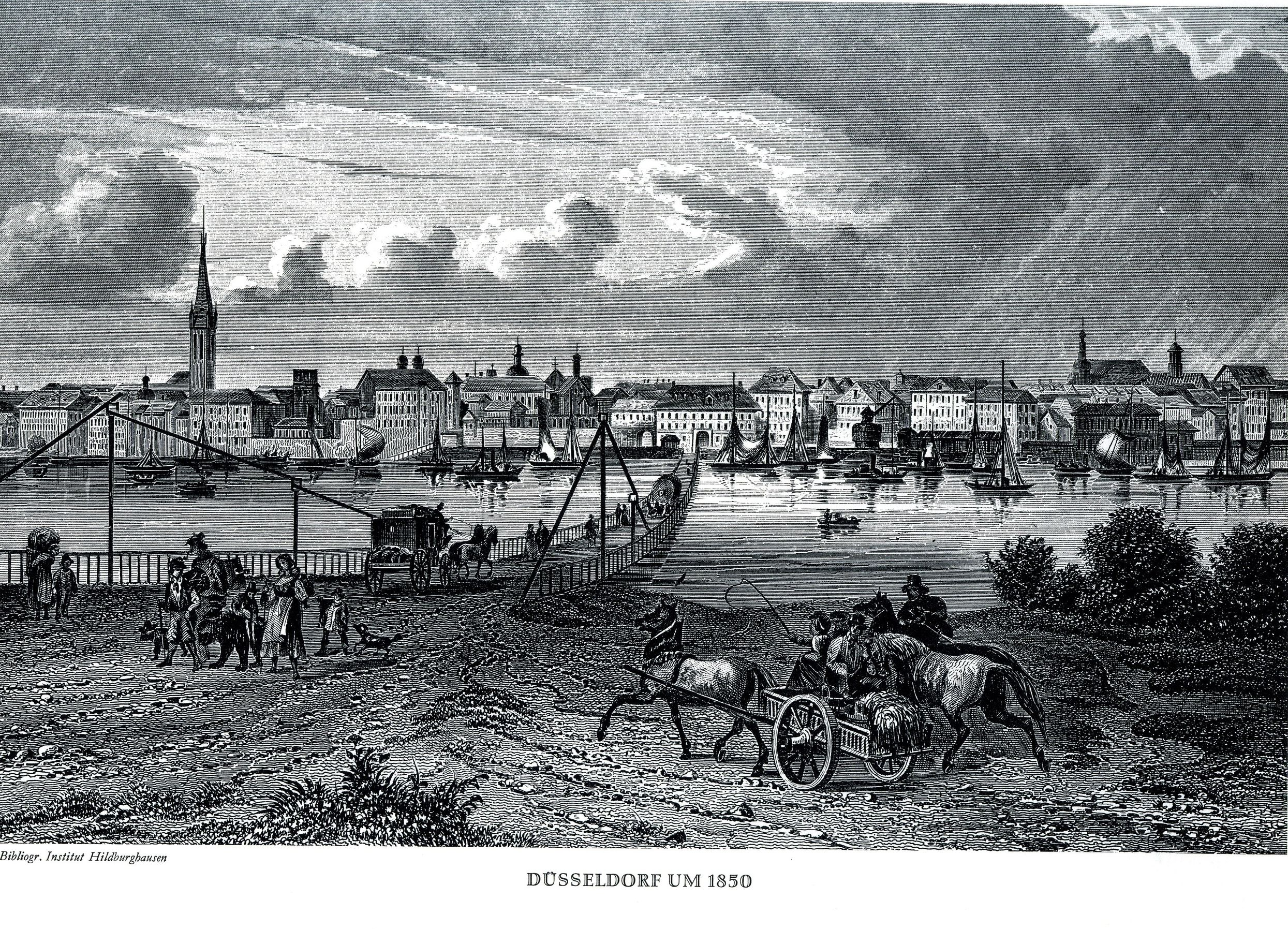
Pontonbrücke zwischen Oberkassel und Düsseldorf, Stich um 1850

Im Bereich Hansaallee – etwa 750 m vom mittelalterlichen Ortskern von Oberkassel entfernt – liegt ein größeres frühmittelalterliches Gräberfeld, von dem gelegentlich Ausschnitte untersucht wurden. Bei einer Grabung 1929 wurden 14 Gräber freigelegt, die Funde kamen in das Düsseldorf Stadtmuseum. Sie zeigen eine lange Benutzung von etwa 500–700 n. Chr. an.
In den Schriftquellen wird der Ort erstmals zum Jahr 1218 erwähnt. Oberkassel war dann Teil der erstmals im 9. Jahrhundert erwähnten Landgemeinde Heerdt. Mitte des 14. Jahrhunderts deckte das Kirchspiel Heerdt den ganzen Rheinbogen ab, zugehörig neben dem Dorf Heerdt waren die bescheidenen bäuerlichen Siedlungen von Oberkassel, Niederkassel, Ober- und Niederlörick und die Rheinaue. Nach Westen schloss ein Waldgürtel die Halbinsel ab. Der Heerdter Busch gehörte der Äbtissin vom Neusser Quirinusstift. Diese bezog die wesentlichen Einkünfte aus dem Kirchspiel und ernannte den Heerdter Pfarrer, die einzige Autorität im Kirchspiel. Getrennt durch den Rhein und aufgrund der politischen Zugehörigkeit zu Kurköln orientierte sich das kleine Dorf eher zum linksrheinischen Hinterland als zur rechtsrheinisch gelegenen Stadt Düsseldorf, die zum Herzogtum Berg gehörte. Allerdings erbaute Kurfürst Johann Wilhelm von der Pfalz (Jan Wellem) am Oberkasseler Rheinufer 1700 mit dem Fort Düsselburg ein linksrheinisches Hornwerk der rechtsrheinischen Festung Düsseldorf zum Schutz vor Angriffen von Westen. Im Jahre 1699 wurde eine moderne Fähre von Mannheim nach Düsseldorf geholt. Diese Gierponte, auch Fliegende Brücke genannt, wirkt sich bis tief ins Hinterland aus. Düsseldorfer Orden und Bürger strebten nach Landbesitz im Heerdter Kirchspiel. Die Bauern im Kirchspiel entdeckten mehr und mehr Düsseldorf als Markt. Spuren hinterließ der Siebenjährige Krieg, jedoch erst durch die von Frankreich im Ersten Koalitionskrieg eroberten und besetzten linksrheinischen Gebiete wurde der Rhein schlussendlich mit dem Vertrag von Lunéville in 1801 wieder zu einer Grenze. Von 1794 bis 1815 gehörte Oberkassel als Teil des Linken Rheinufers zu Frankreich und die zwischen Düsseldorf und dem Kirchspiel Heerdt gewachsenen Beziehungen wurden zusätzlich durch eine gutbewachte Zollgrenze unterbrochen.
Mit Beginn der preußischen Herrschaft wurde die Landgemeinde Heerdt 1816 dem Landkreis Neuß zugeschlagen. 1839 wurde dann mit einer Pontonbrücke die erste halbwegs feste Verbindung zwischen Düsseldorf und Oberkassel errichtet. 1854 wurde Oberkassel an die Bahnstrecke Aachen–Düsseldorf angeschlossen, wobei der Personenverkehr am Belsenplatz in Oberkassel endete. Die Güter konnten per Bahn noch bis zur Pontonbrücke geführt werden, wo sie umgeladen wurden. In der Nähe des Bahnhofs kam es 1861 auch zur Gründung der Rheinischen Porzellanmanufaktur Oberkassel. Das Unternehmen bestand dort bis 1890.

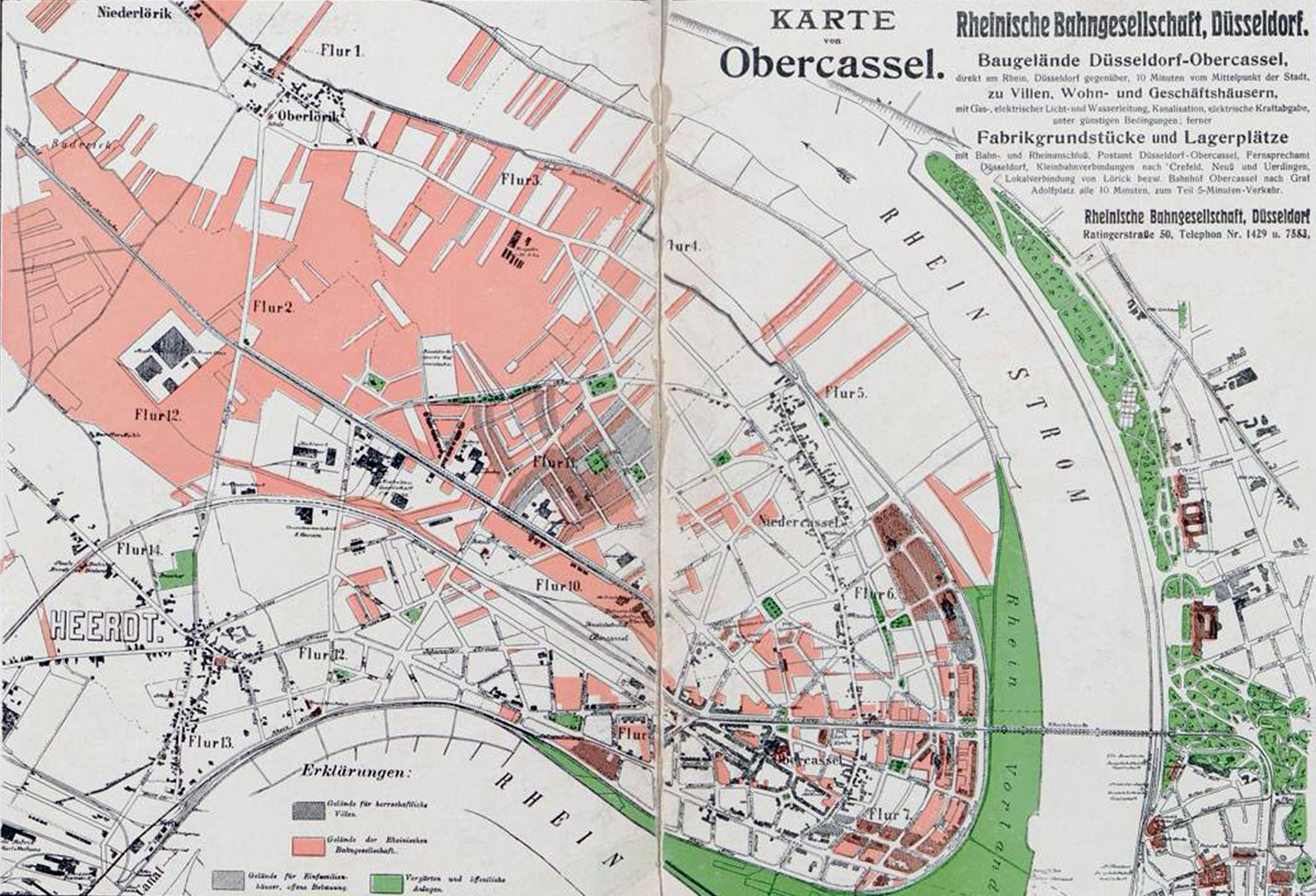
Rheinische Bahngesellschaft, mit Sitz in der Ratinger Straße 50, Terrain- u. Grundstücks-Offerte: Baugelände Düsseldorf-Obercassel, 1911

Heinrich Lueg, Franz Haniel junior, August Bagel „der Jüngere“ und Friedrich Vohwinkel hatten 1895 ein Konsortium gebildet, welches sich zur Aufgabe machte, eine feste Rheinbrücke sowie eine Kleinbahnstrecke von Düsseldorf nach Krefeld zu errichten. Weiterhin sollten Grundstücke in Oberkassel angekauft und zur Bebauung entwickelt werden; diese Grundstücke wurden für 30 Pfennig pro m² angekauft und für 30 Mark pro m² nach Erbauung der Oberkassler Brücke verkauft. 1896 wurde die Rheinische Bahngesellschaft AG als Projektgesellschaft gegründet. Am 12. November 1898 war mit der Oberkasseler Brücke die erste feste Straßenbrücke zwischen Düsseldorf und seinen linksrheinischen Nachbargemeinden hergestellt, über die auch die Züge nach Krefeld fuhren, die Mautgebühr kostete zusätzlich einen Groschen pro Fahrtrichtung.

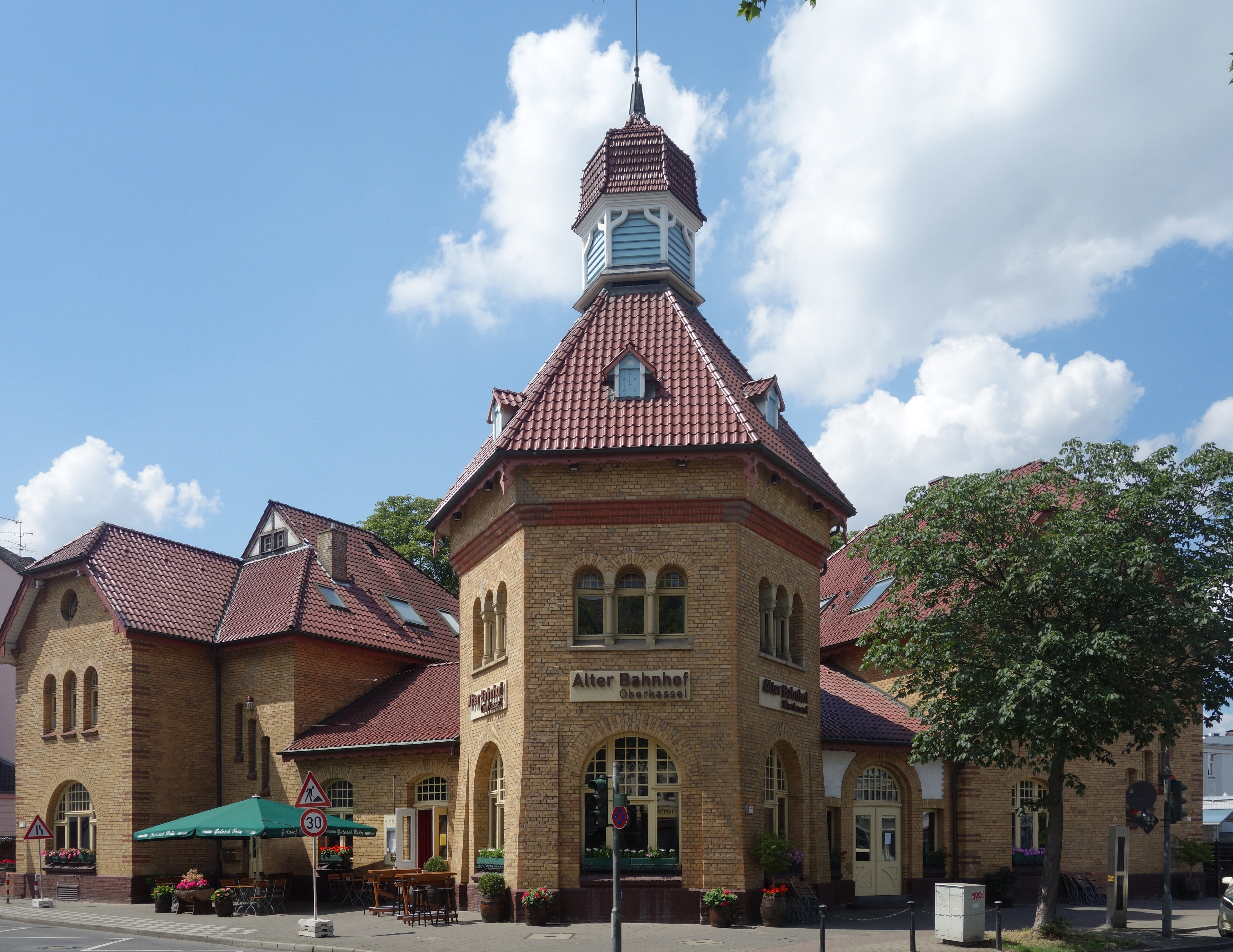
Alter Oberkasseler Bahnhof am Belsenplatz (2020)

Die Rheinstation auf den Rheinwiesen, der seit 1854 dort bestehende Bahnhof, wurde im Jahre 1898 durch den Oberkassler Bahnhof auf dem Belsenplatz ersetzt. Am 15. Dezember 1898 wurde von der Rheinischen Bahngesellschaft, kurz Rheinbahn, die K-Bahn in Betrieb genommen, die von Düsseldorf über den Belsenplatz nach Meerbusch und Krefeld führte. 1901 kam als Abzweig vom Belsenplatz die Stadtbahnstrecke nach Neuss dazu.

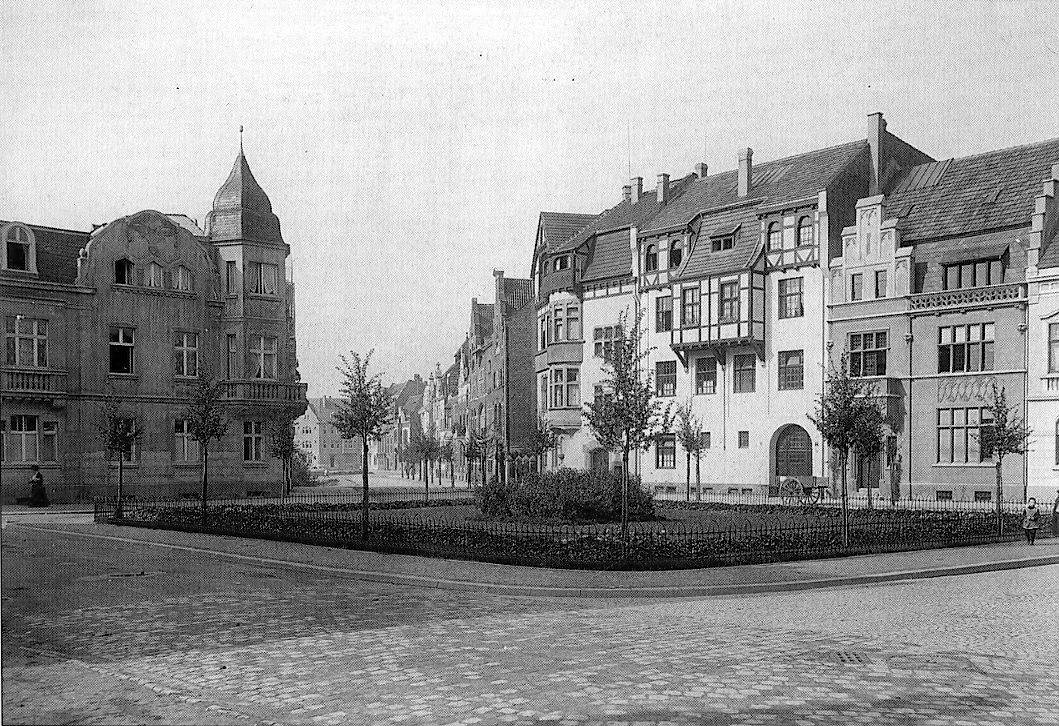
Drakeplatz 1905

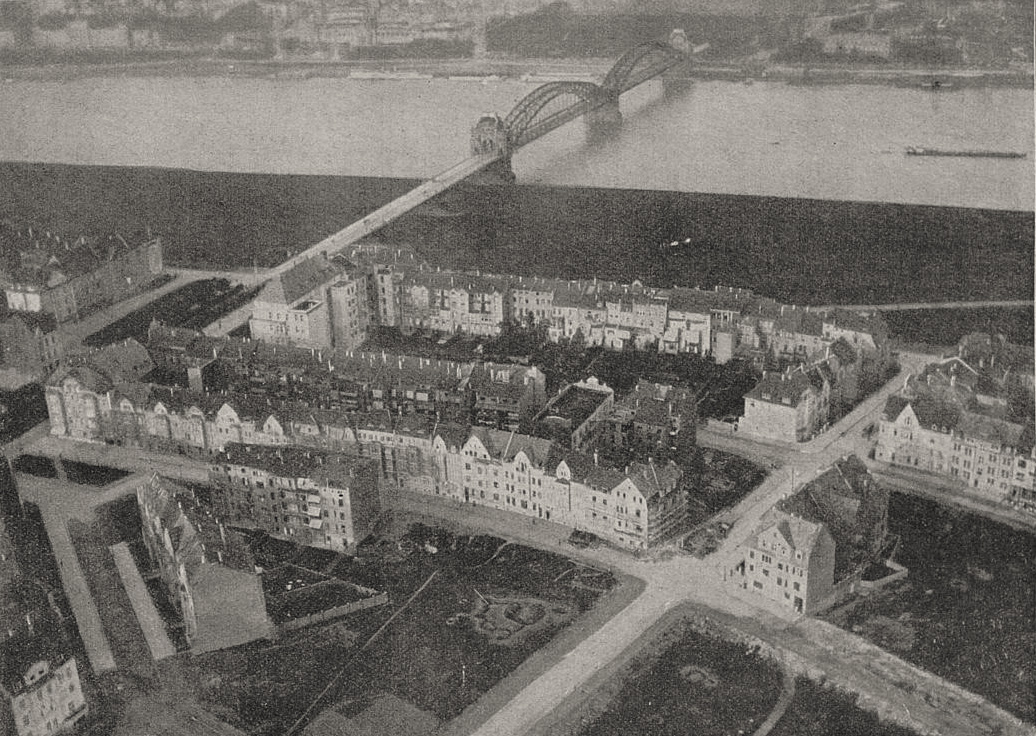
Oberkassel aufgenommen aus dem Parseval-Luftschiff „Charlotte“, Foto Julius Söhn, 1912

Die Rheinische Bahngesellschaft errichtete einen neuen, starken Deich und durchzog Oberkassel mit einem Netz von Ring-, Radial- und Diagonalstraßen. Die Entwicklung von Grundstücken entlang der neuen Bahntrasse war zur Finanzierung des Bahnbaus vorgesehen. Die Konzeption des neuen Stadtteils oblag dabei dem Stadtplaner Josef Stübben. So entstand in den Jahren zwischen 1900 und 1914 ein in geschlossenem Blocksystem bebautes Wohngebiet mit qualitätsvollen Gründerzeithäusern der mittelständischen und gehobenen Schichten. Bis zum Ersten Weltkrieg war unter anderen Theodor Balzer, Adam Dickmann, Heinrich Fedler, Oskar Rosendahl, Carl Schaumburg (1867–1940) und Gustav Utermann einer der wichtigsten Architekten für Oberkassel. Durchschnittlich wurden in jedem Jahr hundert neue Häuser gebaut und die Einwohnerzahl stieg von 4400 im Jahr 1895 auf 11.400 im Jahr 1907. Am 1. April 1909 wurde Oberkassel gemeinsam mit den anderen Orten der alten Landgemeinde Heerdt, Niederkassel, Lörick und Heerdt nach Düsseldorf eingemeindet.
Am 1. August 1942 fielen beim ersten Großangriff auf Düsseldorf auch auf Oberkassel zahlreiche Bomben. Die St.-Antonius-Kirche wurde erheblich beschädigt.
Nachdem die Amerikaner Oberkassel im Laufe des 3. März 1945 besetzt hatten und sämtliche Brückenverbindungen in das rechtsrheinische Stadtgebiet durch die deutschen Truppen gekappt waren, wurde der Rhein zur Frontlinie und Düsseldorf eine der letzten Städte im Ruhrkessel. Der ehemalige Gauleiter der NSDAP Friedrich Karl Florian war dafür verantwortlich, dass noch kurz vor Sprengung der Oberkasseler Rheinbrücke/Skagerrak-Brücke am 3. März 1945 in Düsseldorf minderjährige Hitlerjungen aus dem linksrheinischen Stadtteil Oberkassel geholt wurden und anschließend völlig unzureichend bewaffnet und aussichtslos südöstlich von Düsseldorf gegen amerikanische Panzertruppen eingesetzt wurden. Nur zwei Jugendliche aus der dortigen Hitlerjugend überlebten. US-amerikanische Truppen hatten sowohl das linke Rheinufer vom Nationalsozialismus befreit als auch Düsseldorf von Norden und Südwesten eingekesselt. Es folgten sieben Wochen gegenseitigen Beschusses, dem auf Oberkasseler Seite etwa 200 Zivilisten zum Opfer fielen. Mangels schwerer Munition auf der rechtsrheinischen Seite der Wehrmacht hielten sich die Gebäudeschäden im linksrheinischen Düsseldorf jedoch in Grenzen. Auch waren die Bombenschäden vergleichsweise gering, sodass Oberkassel noch heute ein weitgehend geschlossenes Bild einer Bürgerhausbebauung aus der späten Gründerzeit und dem Jugendstil aufweist.
1992 wurden weite Teile des Stadtteils geschlossen unter Denkmalschutz gestellt. Das Denkmalschutzgebiet Oberkassel umfasst fast die Hälfte der bebauten Fläche des gesamten Stadtteils, überwiegend südlich der Luegallee mit insgesamt 326 denkmalgeschützten Häusern.
Im Jahre 2013 wurde der Platz vor dem Bürgerbüro Oberkassel an der Luegallee als „Werner-Pfingst-Platz“ benannt. Die Namensgebung ist nicht nur dem Gedenken an den Oberkasseler Emigranten Werner Pfingst (1915–1978) und dessen Familie gewidmet. Sie soll für alle Familien jüdischen Glaubens stehen, die einst im Viertel lebten und von den Nazis entrechtet, verschleppt und in den Konzentrationslagern ermordet worden sind. In dem damaligen sogenannten „Judenhaus“ in der Teutonenstraße 9 wurden Familien bis zu ihrem Abtransport in die Lager zwangsweise eingewiesen und zusammengepfercht.

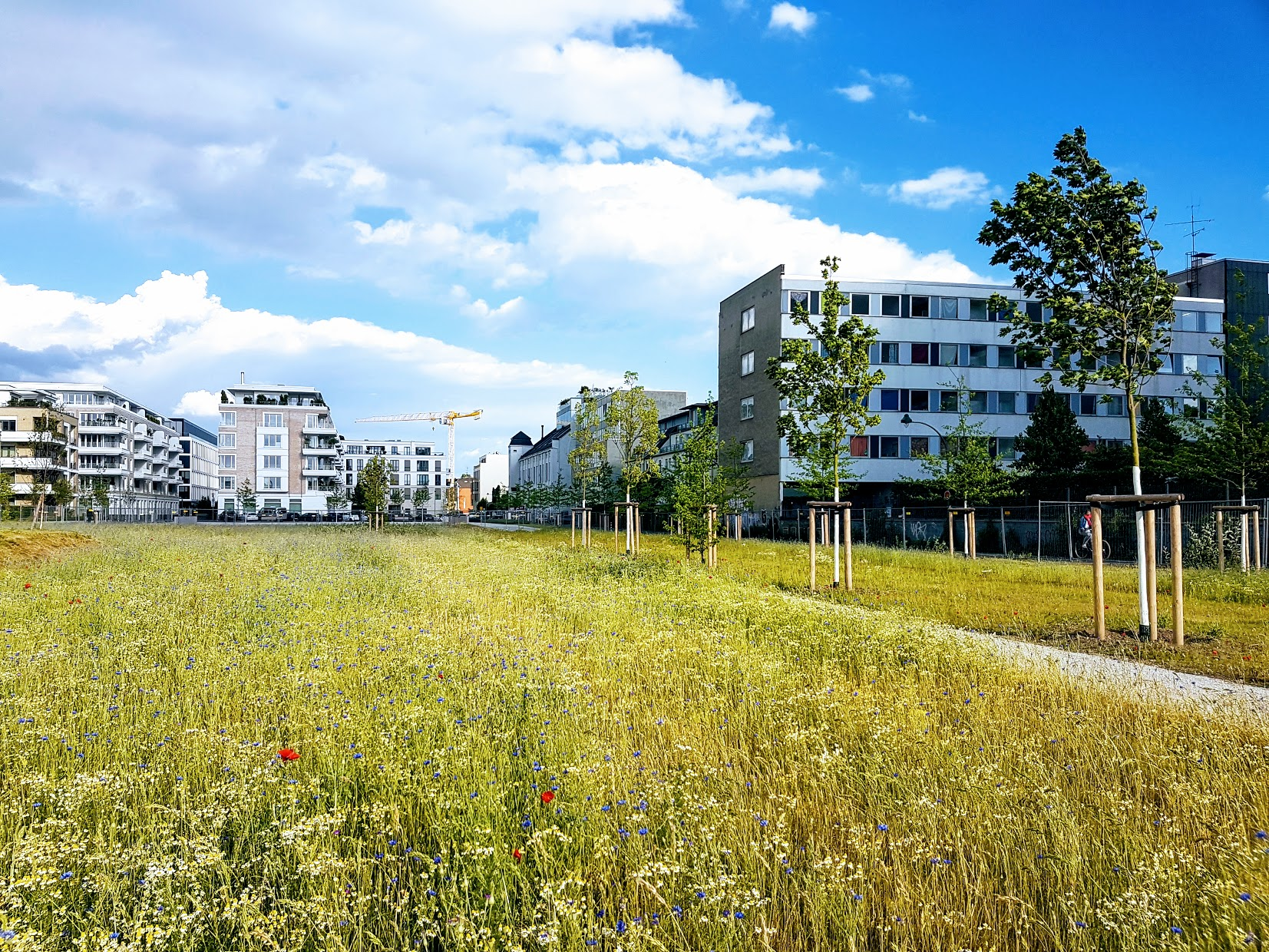
Belsenpark (2017)

Im Jahre 2011 wurde mit den Bauarbeiten für den so genannten Belsenpark begonnen, ein 15,2 Hektar großes Stadtentwicklungsgebiet auf dem Gelände des bis in die 1970er Jahre betriebenen Güterbahnhofs. Die ersten Wohnungen und Einzelhandelsgeschäfte sowie eine zweigeschossige Tiefgarage wurden 2014 in Betrieb genommen.

## Sehenswürdigkeiten
- Katholische St.-Antonius-Kirche: erbaut von 1909 bis 1910 durch Josef Kleesattel im neoromanischen Stil, teilweise moderne Ausstattung von Gottfried Böhm
- Evangelische Auferstehungskirche: erbaut von 1913 bis 1914 durch Julius Stobbe und Rudolf Wilhelm Verheyen im Jugendstil
- Das Heiligenhäuschen gilt als das älteste Gebäude in Oberkassel. Es wird seit 1985 vom Heimatverein Oberkassel, der die offizielle Patenschaft übernommen hat, gehegt und gepflegt.
- Die Julia-Stoschek-Sammlung ist ein angesehenes Museum für Videokunst mit jährlich wechselnden Ausstellungen. Das Museum befindet sich im privaten Besitz der Namensgeberin und wurde 2007 eröffnet.

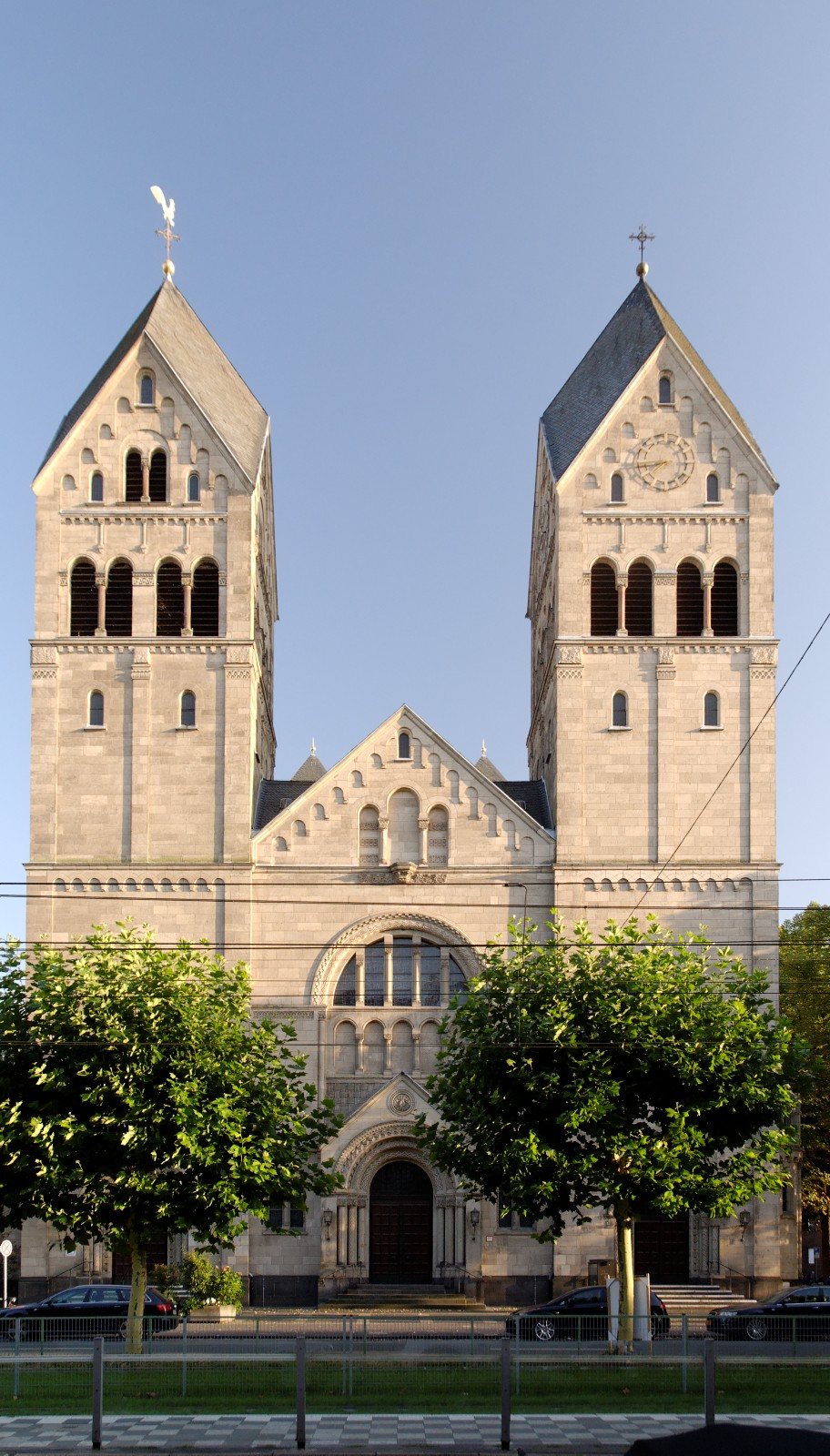
Kath. St.-Antonius-Kirche
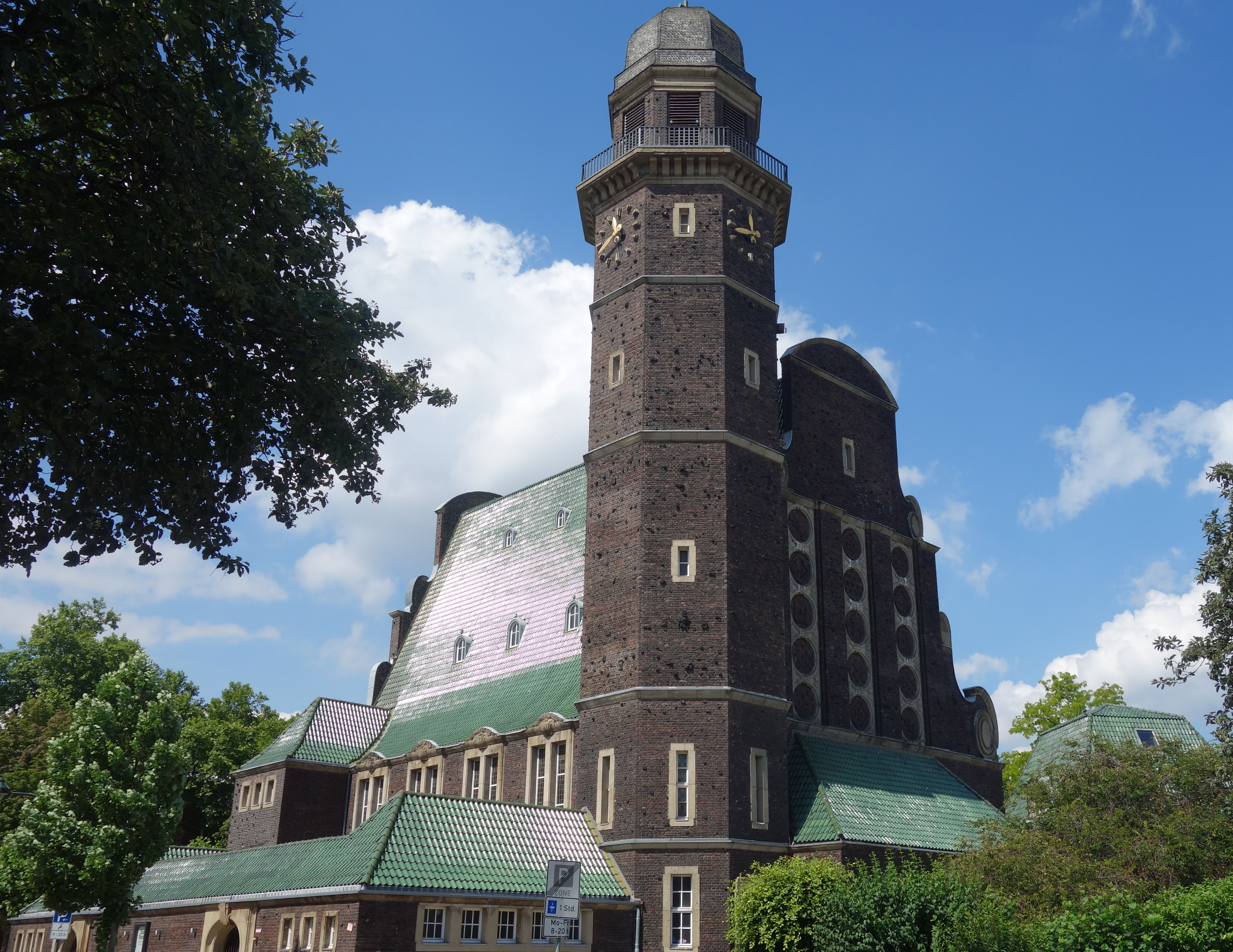
Ev. Auferstehungskirche
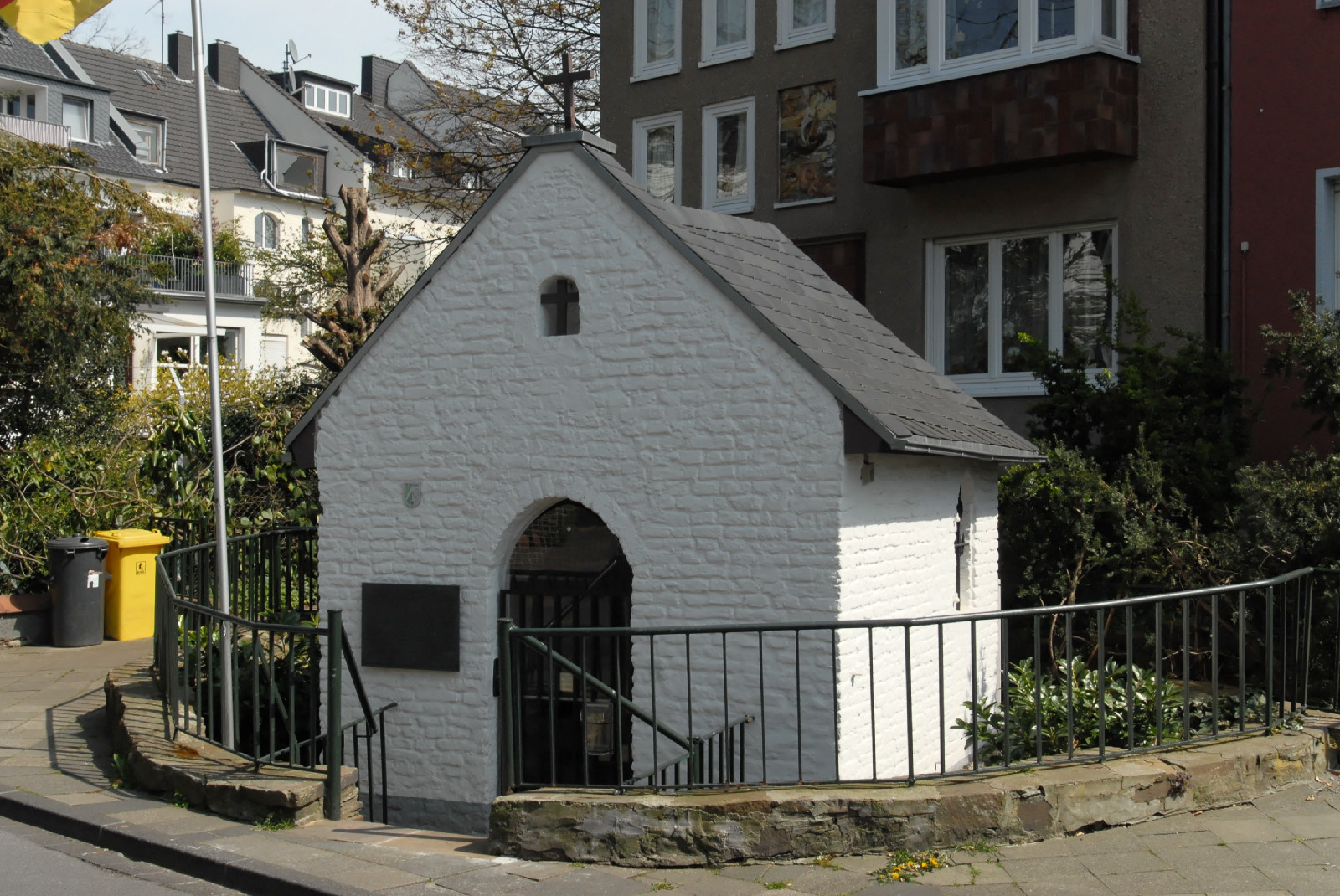
Heiligenhäuschen
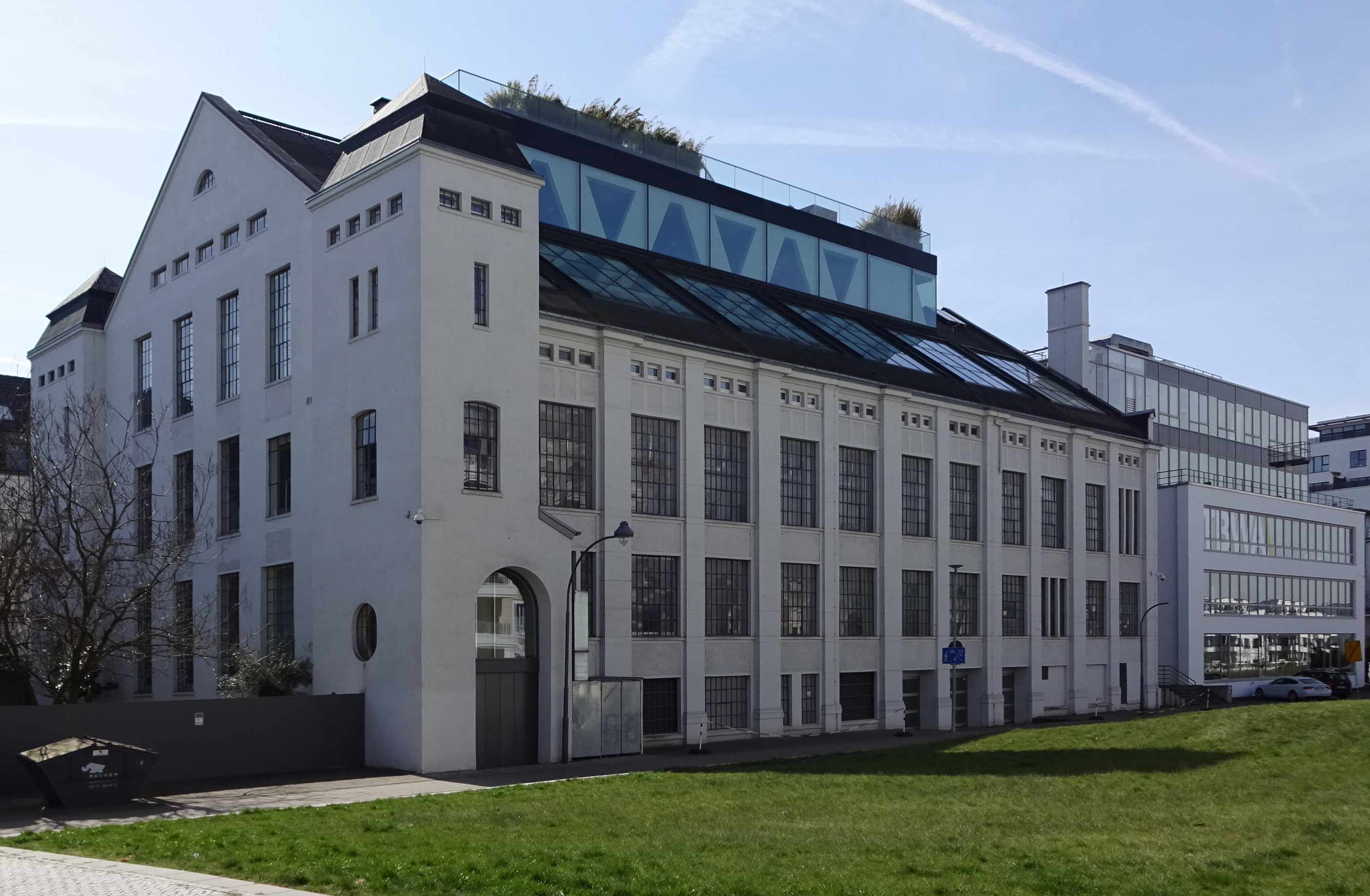
Gebäude „Julia Stoschek Collection und Foundation e. V.“

## Regelmäßige Veranstaltungen
- Rheinkirmes: Einmal im Jahr, in der dritten Juli-Woche, findet zu Ehren des Düsseldorfer Stadtpatrons Apollinaris von Ravenna auf den Oberkasseler Rheinwiesen mit der ehemals Größte Kirmes am Rhein genannten Veranstaltung eines der großen Volksfeste in Deutschland statt. In den zehn Tagen besuchen jeweils gut vier Millionen Besucher das Fest im Stadtteil Oberkassel.

## Tourismus, Freizeit, Sport
- Jugendherberge Düsseldorf: die 2006 neu erbaute Düsseldorfer Jugendherberge befindet sich an der Rheinkniebrücke
- Rheinwiesen: Die weitläufigen Rheinwiesen mit ihren Deichen bieten Spaziergängern, Radfahren, Joggern und anderen Freizeitsportlern gute Bedingungen mitten in der Stadt. Auch finden hier Drachenfreunde den nötigen Freiraum und Wind, da der Rheinverlauf eine Frischluftschneise durch die Stadt bildet.
- Seit 2024 tragen die Handballer des SV Wersten 04 ("Wersten Panthers") Ihre Heimspiele in der Sporthalle an der Carl-Benz-Realschule aus. Damit ist die höchstklassige Handballmannschaft aus dem Düsseldorfer Stadtgebiet in Oberkassel beheimatet.

## Bildung und Kultur, Kirchen

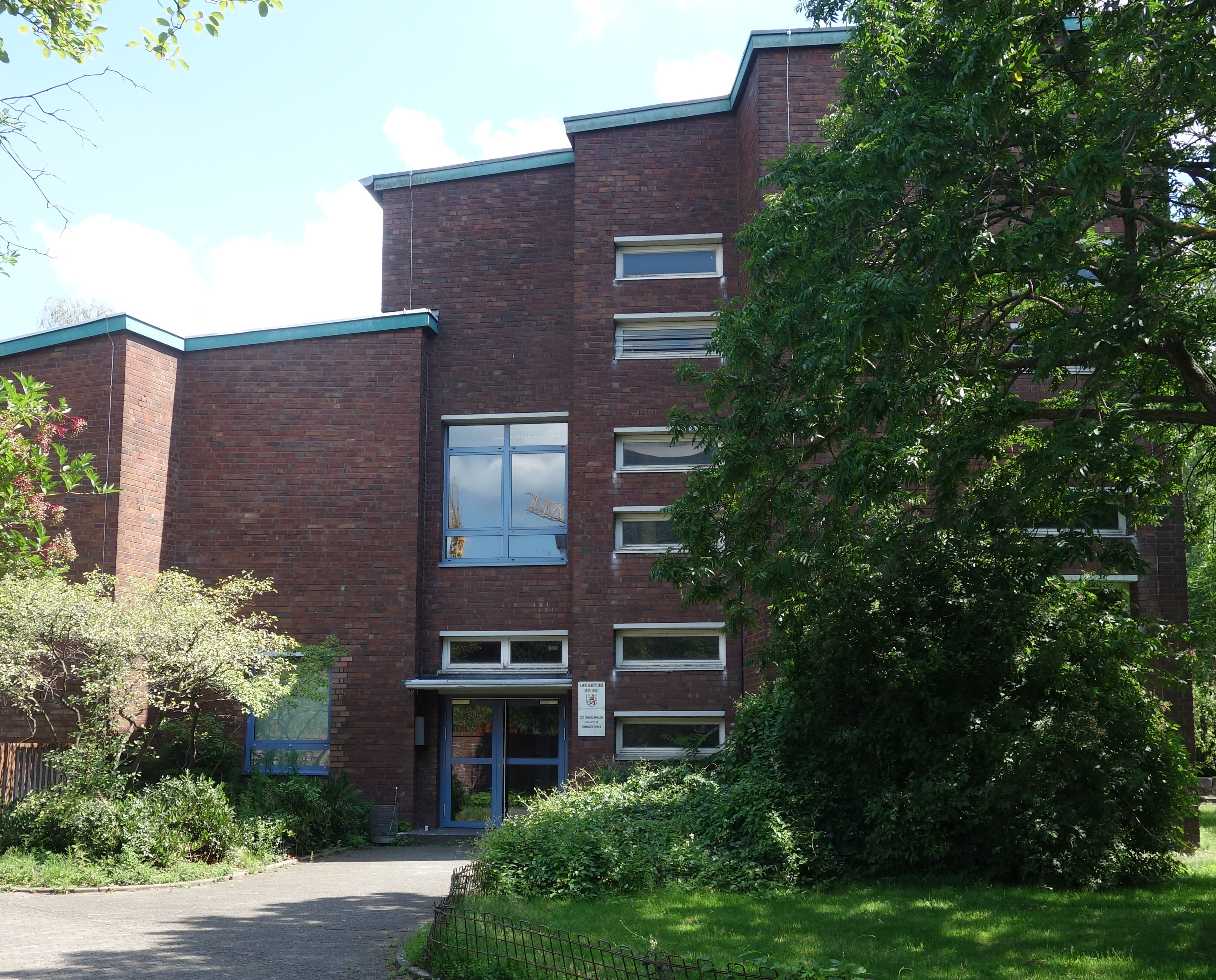
Comenius-Gymnasium

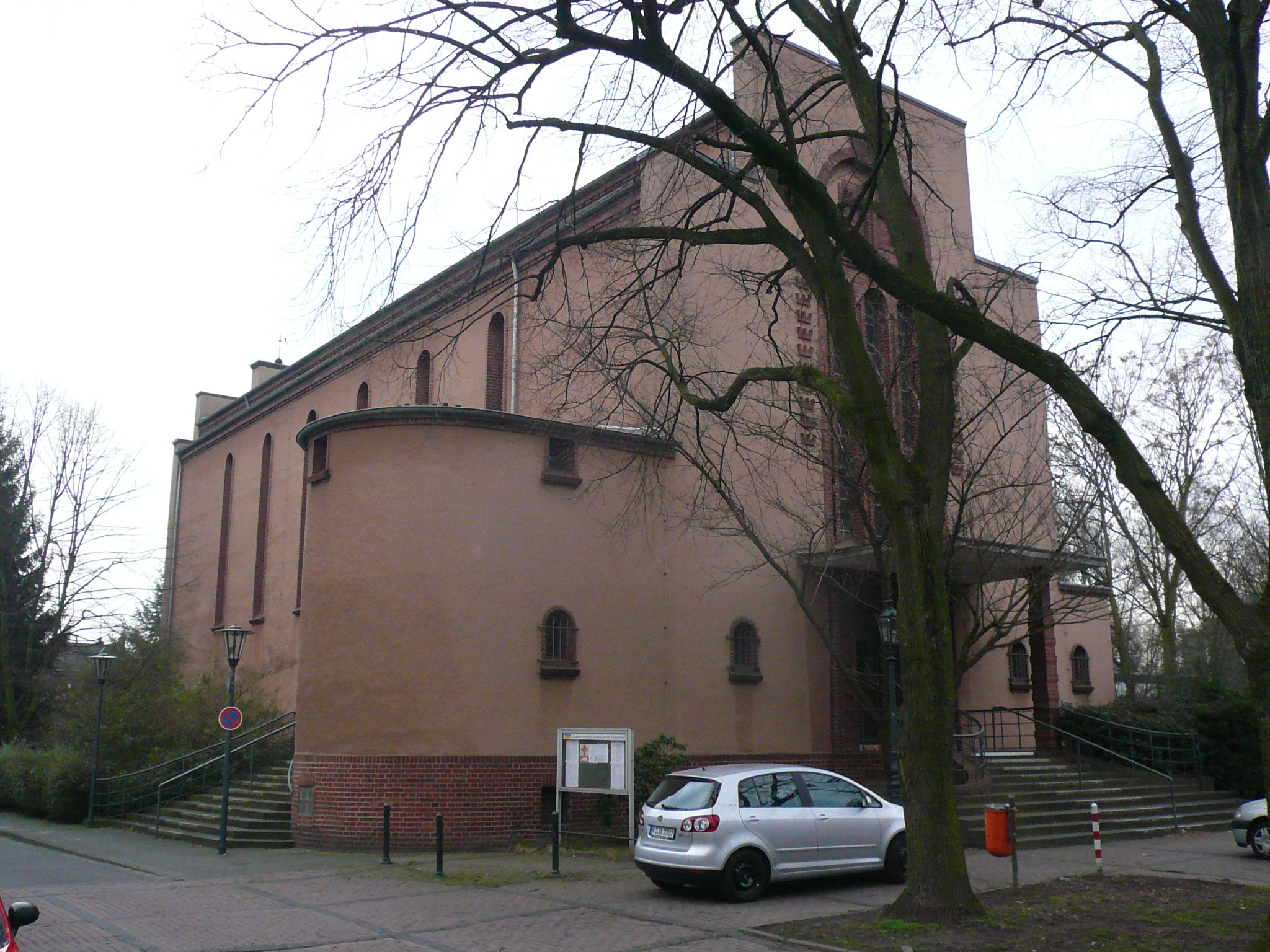
Ehemalige Christus-König-Kirche

- In Oberkassel gibt es zwei Grundschulen, das Comenius-Gymnasium an der Hansaallee sowie die private Japanische Internationale Schule in der Nähe zum benachbarten Stadtteil Niederkassel. In Niederkassel befinden sich ein weiteres Gymnasium, eine Realschule sowie eine katholische Grundschule. Die an der Stadtteilgrenze zu Niederkassel gelegene Hauptschule, die Maximilian-Kolbe-Schule im alten Gebäude des Comenius-Gymnasiums, wurde Ende der 1990er Jahre geschlossen. In dem Gebäude befindet sich heute die linksrheinische Dependance der städtischen Clara-Schumann-Musikschule.
- Stadtteilbibliothek: Die Stadt Düsseldorf unterhält in Oberkassel im Bezirksrathaus am Barbarossaplatz/Werner-Pfingst-Platz eine von 13 Stadtteilbibliotheken der Stadt. Es handelt sich um den einzigen linksrheinischen Standort.
- Mit dem kleinen Theater an der Luegallee verfügt der Oberkassel über sein eigenes Theater. Der Programmschwerpunkt des Unterhaltungstheaters liegt auf Krimis, Komödien und Lesungen.
- Neben der katholischen St.-Antonius-Kirche an der Luegallee unweit des Barbarossaplatzes und der protestantischen Auferstehungskirche an der Arnulf- Ecke Quirinstraße, die beide als Kirchengebäude genutzt werden, gibt es an der nordwestlichen Stadtteilgrenze mit Christus König einen weiteren Sakralbau an der Maasstaße Ecke Pastor-Busch-Weg in unmittelbarer Nähe der Stadtautobahn. Die 1930 eingeweihte, ehemals katholische Kirche wurde nach einer Zwischennutzung durch eine andere christliche Kirche 2010 profaniert und beherbergt heute eine Kindertagesstätte.

## Infrastruktur

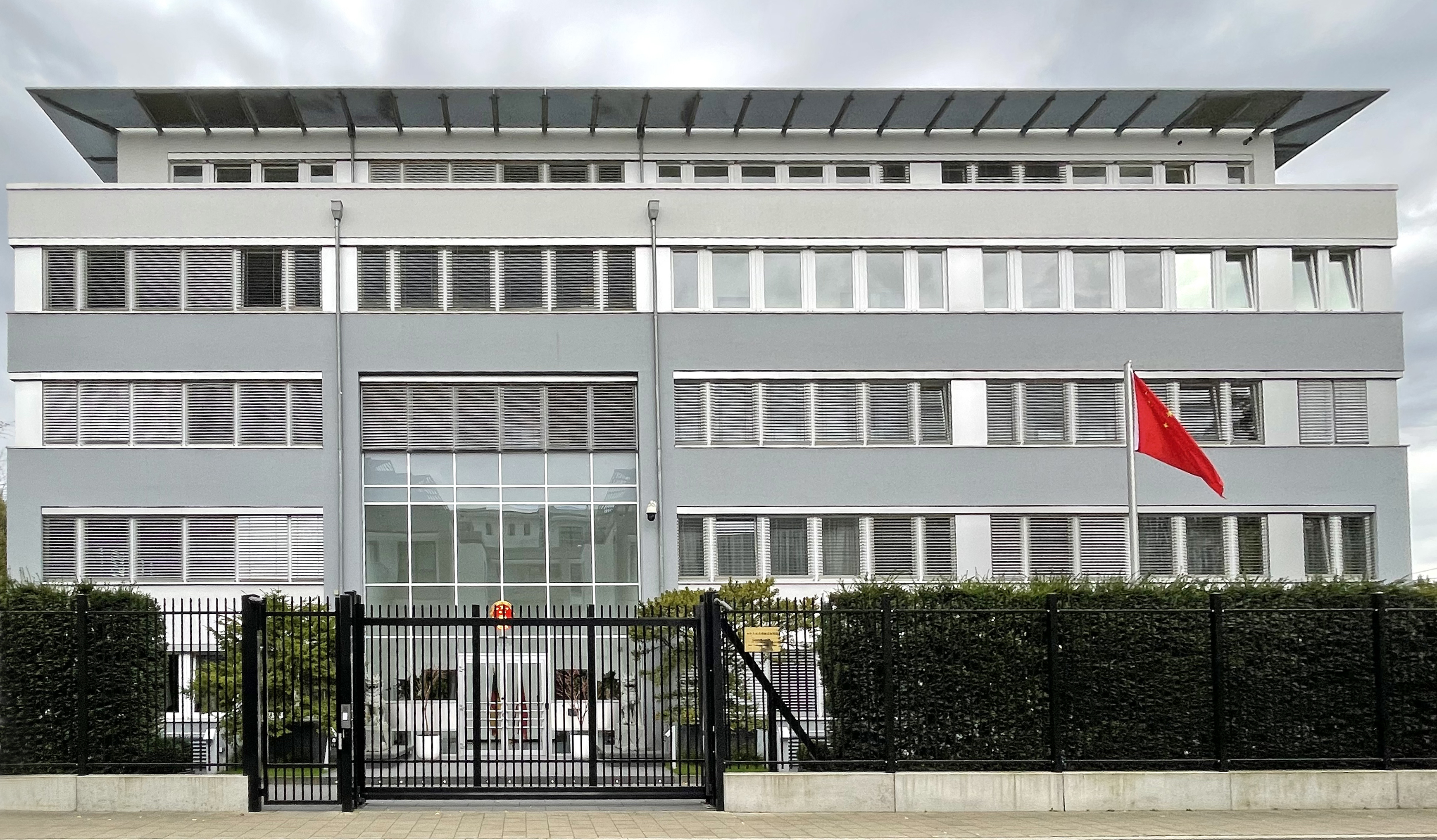
Generalkonsulat der Volksrepublik China (2022)

- Feuer- und Rettungswache 2: im Stadtteil Oberkassel, an der Quirinstraße 49, ist die Feuer- und Rettungswache 2 der Berufsfeuerwehr Düsseldorf stationiert.[13]
- Neben der St.-Antonius-Kirche hat auch die Polizei einen Standort.
- Unter der Anschrift Schanzenstraße 131 befindet sich das Generalkonsulat der Volksrepublik China